# Pulex porcinus
Pulex porcinus är en loppart som beskrevs av Jordan et Rothschild 1923. Pulex porcinus ingår i släktet Pulex och familjen husloppor. Inga underarter finns listade i Catalogue of Life.